# Фуданський університет
31°17′56″ пн. ш. 121°29′57″ сх. д. / 31.298888888889° пн. ш. 121.49916666667° сх. д.
Фуданський університет, Університет Фудань (кит. трад. 復旦大學, спр. 复旦大学, піньїнь: Fùdàn Dàxué) — університет у місті Шанхай. Фуданський університет є одним з найпрестижніших і найстаріших вищих навчальних закладів в Китаї. Незмінно входить до списку топ-100 найкращих університетів світу. Є членом ліги C9 та «Universitas 21». Складається з 4 кампусів. Заснований 1905 року в кінці правління династії Цін.
В університеті проводиться навчання та дослідження фізико-математичних, гуманітарні, соціальних і медичних наук.

## Історія
Університет був заснований 1905 року як Фуданська публічна школа. Для назви нового навчального закладу було обрано два ієрогліфи — «фу» (復) и «дань» (旦), які в поєднанні перекладаються як «небо сяє день за днем». Першим керівником школи став видатний китайський філософ і педагог початку XX століття Ма Сянбо (кит.: 马相伯). Девіз університету (кит.: 博学而笃志，切问而近思) дослівно перекладається як «вчитися старанно і бути вірним прагненням, питати наполегливо і відповідати із завзяттям» (слова з гл. 16.6 «Цзи Чжан» конфуціанської пам'ятки «Лунь юй»: [Цзи Ся сказав:] поглиблювати знання, загартовувати волю, допитливо розпитувати, всебічно обмірковувати [- все це основа людинолюбства]).

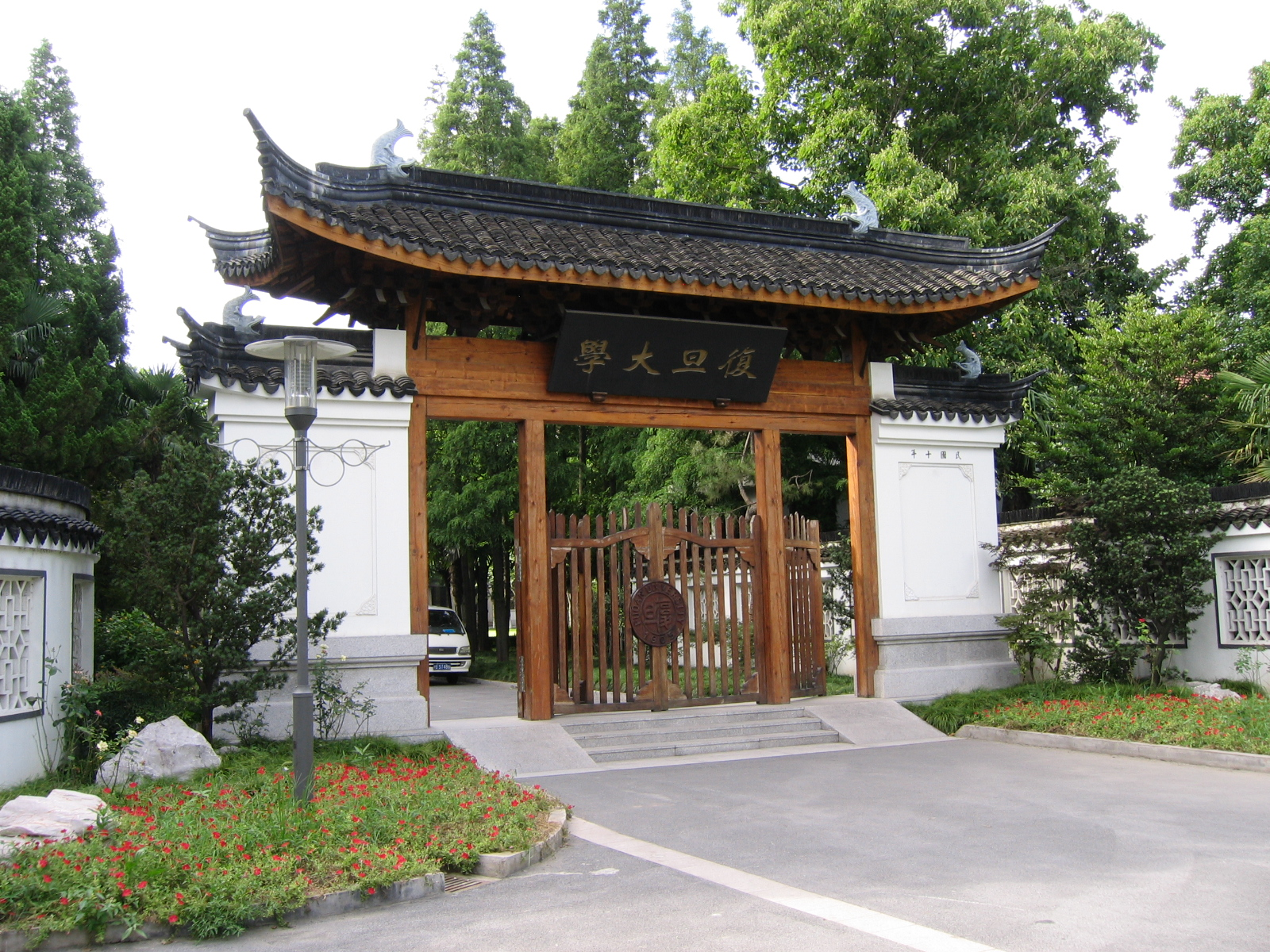
Історичні ворота Університету Фудань

1911 року під час Сіньхайської революції на території університету базувалася революційна армія Гуанфу. 1917 року заклад здобув статус приватного університету і став називатися Приватний університет Фудань (кит.: 私立復旦大學), де також були середня й підготовча школи. 1927 року в університеті були засновані факультети журналістики, права і педагогіки, а кількість факультетів досягла 17.
1937 року університет переїжджає в Чунцін. Переїзд був пов'язаний з переміщенням Гоміньдана у внутрішні райони країни, де Чунцін став тимчасовою столицею ґоміньданівського уряду. У грудні 1941 року рішенням Національного уряду на чолі з Гоміньданом, Приватний університет Фудань, що до того часу знаходився в Чунціні, був перетворений у державний і отримав назву Національного університету Фудань (кит.: 國立復旦大學) з У Наньсюанем (кит.: 吴南轩) на чолі. П'ять років по тому університет переїхав назад в місто Шанхай.
Після утворення Китайської Народної Республіки з назви університету прибрали прикметник «Національний» і університет отримав своє нинішнє найменування. Університет Фудань став одним з перших університетів у країні, де була впроваджена радянська модель вищої освіти. Структура університету зазнала повної реорганізації. До складу університету було введено кілька факультетів близько 10 інших навчальних закладів сходу Китаю. Вищий навчальний заклад було суттєво розширено, його загальна площа збільшилася в 7 разів.
У 1970-х роках університет поступово відмовився від радянської моделі освіти і впроваджував сучасні (зокрема і західні) методи освіти.
У квітні 2000 року відбулося злиття університету з Шанхайським медичним університетом.

## Структура

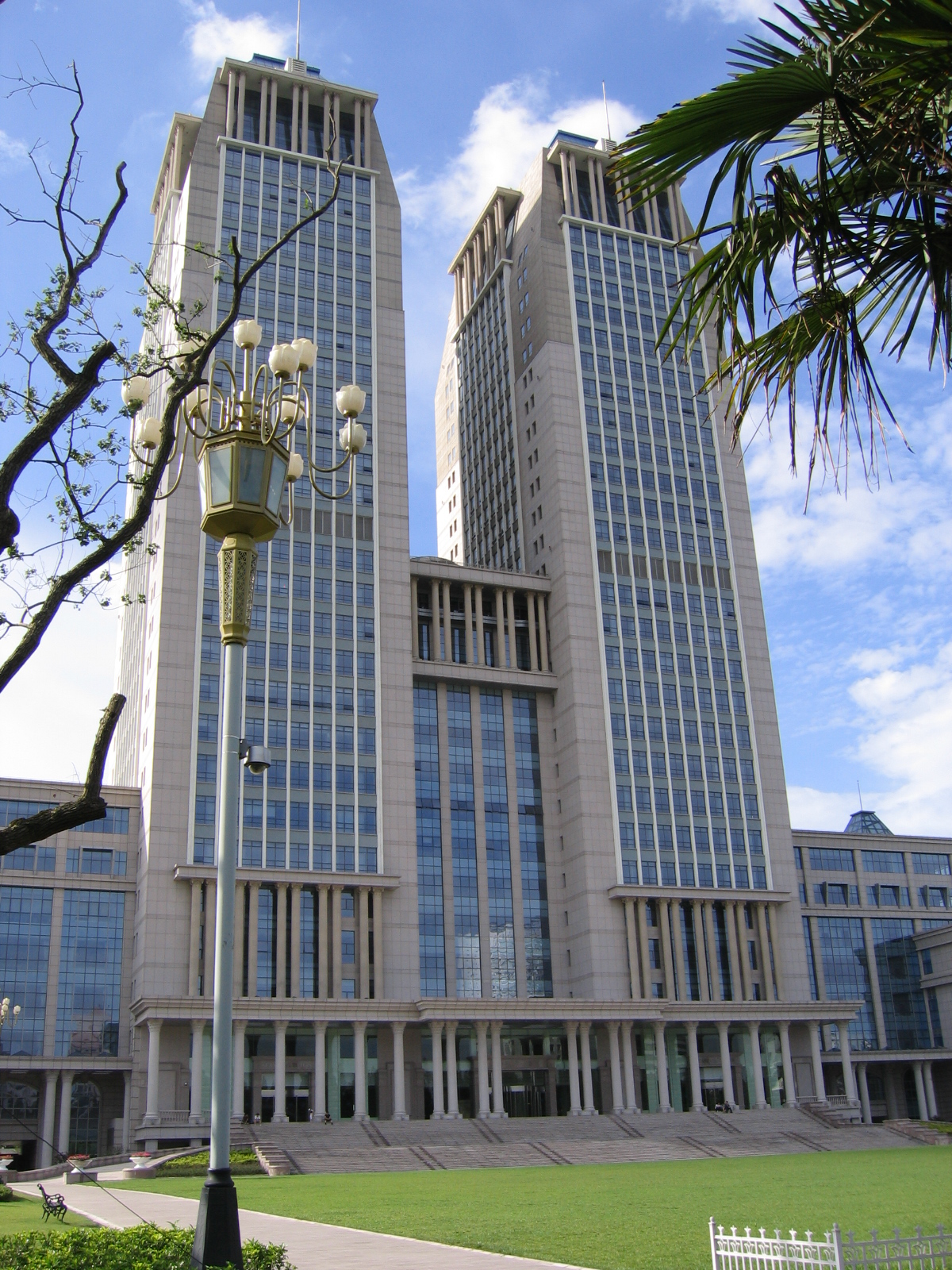
Навчальний корпус Гуанхуа

Фуданський університет складається з 17 інститутів і 69 факультетів. Навчання проводиться за 73 бакалаврським спеціальностями, 156 магістерським і 201 докторантською спеціальністю. До складу університету також входять 7 дослідних центрів соціальних наук та 9 дослідних центрів фундаментальних наук. Університет реалізує близько 40 державних програм Міністерства освіти КНР. Нині (стан: 2019 рік) структури університету загалом охоплюють 77 дослідницьких інститутів, 112 міждисциплінарних інституту і 5 наукових лабораторій.
Щорічно в університет вступає понад 45 000 студентів та аспірантів, разом зі студентами, які навчаються за програмами  дистанційного навчання. В університеті також навчається близько 1 800 іноземних студентів.

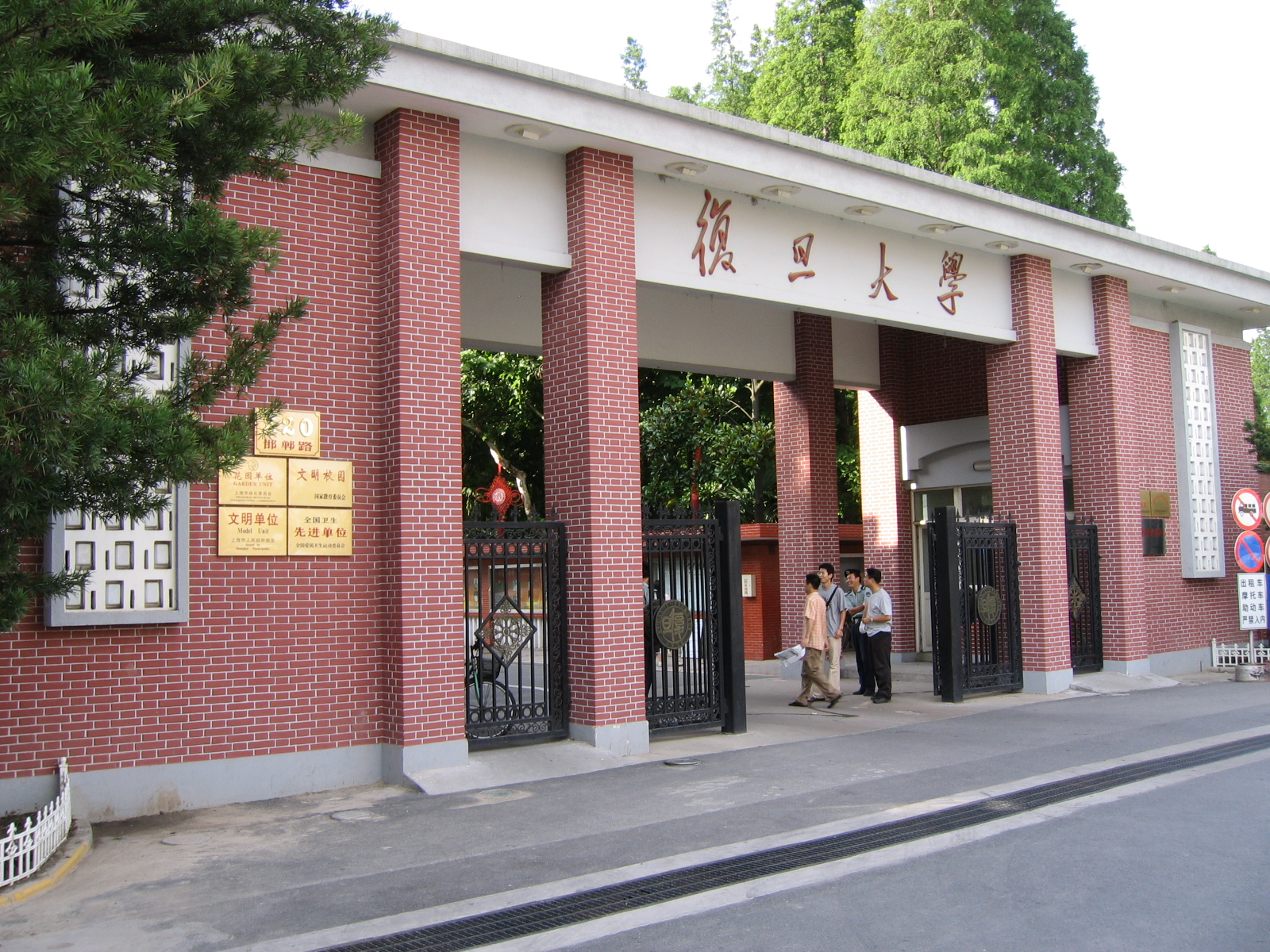
Головні ворота до кампусу Ханьдань

Університет має висококваліфікований викладацький склад, що складається з понад 2 400 викладачів, серед яких 1 350 професорів та 30 академіків Академії наук Китаю і Китайської інженерної академії.
До складу університету входять 10 лікарень, таких як Чжуншанська і Хуашанська, які надають медичні послуги населенню та на базі яких ведеться навчання студентів медичних спеціальностей університету.
Університет Фудань складається з 4 кампусів — Ханьдань (кит.: 邯鄲), Фенлінь (кит.: 楓林), Чжанцзян (кит.: 張江) і Цзянвань (кит.: 江灣). Всі чотири кампуси розташовані в центрі Шанхаю.

## Відомі випускники
- Юй Южень (于右任), китайський політик
- Лі Ланьцін (李岚清), віце-прем'єр Державної ради КНР
- Тан Цзясюань (唐家璇), міністр закордонних справ КНР
- Чень Чжилі(陈至立), міністр освіти КНР
- Ли Юаньчао (李源潮), заступник Голови КНР
- Сюй Фанчень(徐梵澄), китайський філософ, поет і художник
- У Цзінлянь (吴敬琏), економіст
- Ян Фуцзя (杨福家 Yang Fujia), фізик, почесний ректор університету Ноттінгем
- Шень Чжисюнь (沈志勋), фізик, професор Стенфордського університету
- Чень Даюе (陈大岳), математик, професор Пекінського університету
- Девід Яо, профессор Колумбійського університету
- Чень Чжунвей (陈中伟), китайський хірург
- Гуо Гуанчан, засновник компанії Fosun, мільярдер
- Ці Лу, керівник онлайнової служби корпорації «Microsoft»
- Дун Чжимін, китайський палеонтолог